# 星野奈緒
星野 奈緒（ほしの なお、1996年〈平成8年〉9月9日 - ）は、日本の女優、フードドリンクセレクター。静岡県静岡市生まれ。所属事務所はケイアンドエヌ。
2021年12月より活動開始。2022年12月より、日本ワイン.jpのスペシャルサポーター。

## 人物
- 趣味：食べ歩き、山登り、ダイビング、ギター[1]
- 資格：ウイスキーエキスパート資格認定試験、調理師免許取得[1]
- 特技：ダンス、バレエ[1]

## 出演

### テレビ番組
- まるごと（2022年7月18日、静岡第一テレビ） -  銀シャリサーチ 企業サポーター[5]

### テレビドラマ
- 自転車屋さんの高橋くん 第7話（2022年12月16日、テレビ東京） - 山口美香 役
- Get Ready!（2023年1月8日 - 3月12日、TBS）- 一福 役[6]
- ジャックフロスト 第1話・第4話（2023年2月17日・3月10日、MBS）-  江田栞 役[7]
- ホテルマン東堂克生の事件ファイル〜鬼怒川温泉殺人事件〜（2023年3月18日、BS-TBS）- 石井まりえ 役
- 警視庁・捜査一課長スペシャル（2023年4月4日、テレビ朝日）
- 家族だから愛したんじゃなくて、愛したのが家族だった 第6話（2023年6月18日、NHK BSプレミアム）
- うちの弁護士は手がかかる 第6話（2023年11月、フジテレビ）- ゆかり 役
- チェイサーゲームW パワハラ上司は私の元カノ（2024年1月、テレビ東京） - 高橋美咲 役
  - チェイサーゲームW2 美しき天女たち（2024年9月20日 - 、テレビ東京）[8]
- 恋する警護24時 第1話（2024年1月13日、テレビ朝日）- 梶尾朋絵 役[9]
- ジャンヌの裁き 第5話（2024年2月9日、テレビ東京） - 橋本真緒 役[10]
- シークレット同盟 第5話・第8話・第11話（2024年5月3日・24日・6月14日、読売テレビ） - 可奈 役[11]
- 土ドラ 最高のオバハン中島ハルコ〜マダム・イン・ちょこっとだけバンコク〜（2025年1月4日 - 3月15日、東海テレビ・フジテレビ） - マリリン 役[12]
- トーキョーカモフラージュアワー（2025年1月20日 - 3月24日、朝日放送テレビ） - みつきパイセン 役[13]

### 配信ドラマ
- ゲトレ夕暮れ大暴れ（2023年1月8日 - 3月14日、Paravi）- 一福 役[14]
- グッドモーニング、眠れる獅子2（2023年4月、ひかりTV放映、東映ビデオ製作）- レポーター 役
- にがくてあまい（2023年4月、NTTドコモ制作/東海テレビ制作）- 今井よしこ 役

### 映画
- おとななじみ（2023年5月、東映）
- マッチング（2024年2月23日、KADOKAWA）
- 私が俺の人生!?（2024年7月19日、エフエムピクチャーズ） - 伊藤まりも 役[15]
- 49日の真実（2025年7月18日、エムエフピクチャーズ） - 二岡かおり 役[16][17][18]

### 書籍・雑誌
- 月刊「美楽」料理コラム「ほしのなおの今月の料理」連載（2023年）
- 週刊新潮料理コラム「ほしのなおの今月の料理」連載（2023年）
- 週刊新潮（2023年3月16日号）
- おとなの週末（2023年3月号）[19]

### CM・広告
- 炭火焼 三太夫 WEBCM（2022年）

## フードドリンクセレクター
ドラマ等の制作現場における食べ物・飲み物のコーディネートやスタイリング（時には調理）を担当。
- 自転車屋さんの高橋くん（2022年11月、テレビ東京）
- お父さん、私、この人と結婚します!（2023年1月、BS松竹東急）
- ゲトレ夕暮れ大暴れ（2023年1月、Paravi）
- かりあげクン（2023年1月、BS松竹東急）
- ジャックフロスト（2023年2月、MBS）
- ホテルマン東堂克生の事件ファイル〜鬼怒川温泉殺人事件〜（2023年3月18日、BS-TBS）
- 警視庁・捜査一課長スペシャル（2023年4月4日、テレビ朝日）
- グッドモーニング、眠れる獅子2（2023年4月、ひかりTV・東映ビデオ）
- 家族だから愛したんじゃなくて、愛したのが家族だった（2023年5月、NHK BSプレミアム）